# 斜萼糙苏
斜萼糙苏（学名：Phlomis inaequalisepala）为唇形科糙苏属下的一个种。